# 佐渡未来
佐渡 未来（さわたり みき、1982年12月7日 - ）は、日本のマルチタレント（女優、歌手、ラジオパーソナリティ、司会者）であり、ロックバンド「Future Is My Name」のボーカル。現在は芸能活動停止中。新潟県新潟市出身。CINEMACTを経て、Glanzに所属していた。

## 経歴
新潟県立新潟高等学校、新潟大学人文学部情報文化課程卒業後、バンドのボーカルを目指し、ITアシスタントや事務OLをしながらバンド「Future Is My Name」を立ち上げ音楽活動を始める。
エキストラの仕事をきっかけに芸能事務所に入ったことにより女優に方向転換。
2010年より女優兼シンガーとして活動。2014年3月には自身の作詞作曲によるCDを全国発売。
女優、シンガー、MC等で活動。東京都練馬区在住。
妊娠のため、2019年8月8日開催のトークイベント「TALKING ABOUT MOVIE」（新宿御苑MERRY-GO-ROUND）のゲスト出演を最後に芸能活動を停止。出産後の活動復帰は「今の所考えていない」としている。10月3日に帝王切開分娩で第1子となる女児を出産。
芸能活動を停止していたが、2020年5月1日に公開された短編映画『カメラを止めるな!リモート大作戦!』で、ビデオ通話画面の1シーンのみ出演。子育て中だったが、自宅からのリモート収録が前提の作品だったことから出演が叶った。
2021年12月15日に計画帝王切開にて第2子となる女児を出産。

## 出演

### 映画
- TIME DIVER（2011年） - 神田早矢 役
- 冴え冴えてなほ滑稽な月（2013年） - 婦警 役
- 神話の国の子供たち（2015年）
- 海よりもまだ深く（2016年） - 友美 役
- PLAN6 CHANNEL9（2016年） - 幸子 役
- ヴィヴィアン武装ジェット（2016年） - イメクラ嬢 役
- カメラを止めるな!（2017年） - 子役の母 役
- きみはなにも悪くないよ（2017年） - 婦警 市倉沙織 役[8]
- デコチン DECO-CHIN（2025年）[9]

### テレビドラマ
- ガールズトーク 薔薇組（2014年、テレビ朝日） - 相談者 役
- 孤独のグルメ Season4 第2話（2014年、7月9日 テレビ東京） - OL1 役
- 元町ロックンロールスウィンドル（2019年、サンテレビ）第9話

### ウェブドラマ
- 田中圭24時間テレビ「くちびるWANTED」（2018年12月16日、AbemaTV） - ホテルスタッフ 役

### その他テレビ番組
- ネプの笑える超法則!!（2013年、TBS） - 再現V出演
- MEGAQUAKE 巨大地震 III 第2回（2013年、NHK）
- 報道スクープSP 激動! 世紀の大事件II（2014年、フジテレビ） - 畠山鈴香 役
- ありえへん∞世界スペシャル 知ったかぶりはもう止めて! コレが新事実だ!（2015年、テレビ東京） - 華岡青洲妻 役
- ビートたけしのいかがなもの会（2015年、テレビ朝日）
- 報道スクープSP 激動! 世紀の大事件III（2015年、フジテレビ）
- 痛快TV スカッとジャパン 第140回「ショートショートスカッと」（2018年、フジテレビ）

### ラジオ
- ガールズ☆ビッグスマイルneo!（2011年 - 2012年、FM世田谷）第一週メインパーソナリティ
- お笑い芸人ねりまだいこん。のねりねりラジオ（2013年 - 2014年、練馬放送）レギュラーアシスタントMC
- 佐渡未来のMUSIC A GO GO（2014年 - 2018年、練馬放送）メインパーソナリティ
- 佐渡未来と大竹ありさのゆるレコメン!!（2018年、練馬放送）メインパーソナリティ

### CM
- Lee税理士事務所（2013年）
- 洋服のはるやま「アイシャツ シャツラボ篇」（2014年）
- 大正製薬 リポビタンD PR用WEBムービー「カンシャを止めるな!」（2019年）

### MV
- Nick Kurosawa + OHTORO「Miss Twist」（2020年）